# Fred Wacker
 Fred Wacker  va ser un pilot de curses automobilístiques estatunidenc que va arribar a disputar curses de Fórmula 1.
Fred Wacker va néixer el 10 de juliol del 1918 a Chicago, Illinois i va morir a Lake Bluff, Illinois el 16 de juny del 1998.

## A la F1
Va debutar a la quarta cursa de la temporada 1953 (la quarta temporada de la història) del campionat del món de la Fórmula 1, disputant el 21 de juny del 1953 el GP de Bèlgica al Circuit de Spa-Francorchamps.
Fred Wacker va participar en cinc curses puntuables pel campionat de la F1, disputades en dues temporades diferents (1953 i 1954) no aconseguint cap punt pel campionat.

## Resultats a la Fórmula 1
| Any  | Equip          | Xassís  | Motor   | 1   | 2   | 3       | 4     | 5   | 6   | 7       | 8       | 9   | Posició | Punts |
| ---- | -------------- | ------- | ------- | --- | --- | ------- | ----- | --- | --- | ------- | ------- | --- | ------- | ----- |
| 1953 | Equipe Gordini | Gordini | Gordini | ARG | 500 | HOL NVS | BEL 9 | FRA | GBR | ALE     | SUI NVS | ITA | -       | 0     |
| 1954 | Georges Berger | Gordini | Gordini | ARG | 500 | BEL     | FRA   | GBR | ALE | SUI Ret | ITA 6   | ESP | -       | 0     |

### Resum
| Curses: | Victòries: | Pòdiums: | Poles: | Voltes ràpides: | Punts: |
| ------- | ---------- | -------- | ------ | --------------- | ------ |
| 5       | 0          | 0        | 0      | 0               | 0      |